# Рас-Лаффан ЗПГ
Рас-Лаффан ЗПГ – споруджений в Катарі найбільший в світі комплекс заводів з виробництва зрідженого природного газу.
В середині 1990-х Катар приступив до освоєння найбільшого в світі родовища природного газу Північне (в Іране відоме як Південний Парс). Враховуючи віддаленість від потенційних ринків збуту, одразу обрали шлях розвитку інфраструктури ЗПГ. При цьому з певних міркувань реалізацією проектів займаються дві катарські компанії Qatargas та Rasgas, проте і сировинна база, і район для розміщення виробничих потужностей в них один – індустріальна зона Рас-Лаффан у 80 км на північ від столиці країни Дохи. 
Станом на середину 2010-х років в Рас-Лаффан збудовано наступні технологічні лінії із зрідження загальною потужністю 77,1 млн.т ЗПГ на рік (108 млрд.м3):
| Завод        | № лінії | Потужність, млн.т | Період запуску | Співвласники                                                       |
| Qatargas I   | 1       | 3,2               | 1996           | QP (65%), Total (10%), Exxon (10%), Mitsui (7,5%), Marubeni (7,5%) |
| Qatargas I   | 2       | 3,2               | 1996           | QP (65%), Total (10%), Exxon (10%), Mitsui (7,5%), Marubeni (7,5%) |
| Qatargas I   | 3       | 3,2               | 1996           | QP (65%), Total (10%), Exxon (10%), Mitsui (7,5%), Marubeni (7,5%) |
| Qatargas II  | 4       | 7,8               | 2009           | QP (70%), Exxon (30%)                                              |
| Qatargas II  | 5       | 7,8               | 2009           | QP (65%), Exxon (18,3%), Total (16,7%)                             |
| Qatargas III | 6       | 7,8               | 2010           | QP (68,5%), ConocoPhillips (30%), Mitsui (1,5%)                    |
| Qatargas IV  | 7       | 7,8               | 2011           | QP (70%), Shell (30%)                                              |
| Rasgas I     | 1       | 3,3               | 1999           | QP (63%), Exxon (25%), Kogas (5%), LNG Japan (2%)                  |
| Rasgas I     | 2       | 3,3               | 1999           | QP (63%), Exxon (25%), Kogas (5%), LNG Japan (2%)                  |
| Rasgas II    | 3       | 4,7               | 2005           | QP (70%), Exxon (30%)                                              |
| Rasgas II    | 4       | 4,7               | 2005           | QP (70%), Exxon (30%)                                              |
| Rasgas III   | 5       | 4,7               | 2010           | QP (70%), Exxon (30%)                                              |
| Rasgas III   | 6       | 7,8               | 2009           | QP (70%), Exxon (30%)                                              |
| Rasgas II    | 7       | 7,8               | 2006           | QP (70%), Exxon (30%)                                              |

Для зберігання продукції у перших чегах заводів Qatargas та  Rasgas були збудовані сховища із чотирьох резервуарів по 85000 м3 та трьох резервуарів по 140000 м3 відповідно. А в кінці 2000-х у комплексі створене централізоване сховище для ЗПГ, яке складається з восьми резервуарів об’ємом по 140000 м3. Ним можуть користуватись найпотужніші лінії Qatargas 4, 5, 6, 7, Rasgas 6, 7, а також споруджені за кілька років до того лінії Rasgas 4 і 5.
Портове господарство Рас-Лаффан складається з шести причалів та здатне обслуговувати газові танкери розміром по Q-max (267000 м3) включно.
Для вивозу продукції Катар переважно використовує власний танкерний флот, в якому станом на середину 2010-х років налічується кілька десятків газовозів.
Окрім ЗПГ, заводи Рас-Лаффан виробляють конденсат, пропан, бутан та сірку.